# 台北女子圖鑑
《台北女子圖鑑》（英語：Women in Taipei）是Disney+於2022年9月21日上線公開的原創台灣劇集，改編自2016年水川麻美主演的日本網路劇《東京女子圖鑑》，劇情講述一名嚮往都會生活的台南女子在台北奮鬥的故事。本劇於2021年5月1日開拍，12月12日殺青，由紅杉娛樂製作，李芸嬋執導，桂綸鎂領銜主演。
Disney+於2022年9月21日起上線，首日下午三點更新兩集，此後每週三下午三點更新一集，並於2022年11月23日完結，共11集。本劇亦同時在美國的Hulu和拉丁美洲地區的Star+上線。

## 劇情簡介
林怡姍（桂綸鎂 飾），一個從台南永康到台北發展的女子，在職場上並非一帆風順，還要面對愛情的酸甜苦辣。她與妹妹林怡淨（林思宇 飾）、青梅竹馬李承恩（王柏傑 飾）、閨蜜許慧如（夏于喬 飾），四個人組成「台南幫」，在彼此堅定友情互相扶持下，一路跌跌撞撞勇闖二十年。
劇情探討女性各個年齡階段碰到的生存議題，並引領觀眾回望自己在愛情、友情和職場的生命經驗。透過台北都會的各個地區，以圖鑑般描繪出林怡姍的成長歷程。

## 演員陣容

### 主要演員
| 演員   | 角色   | 介紹                                         | 登場集數     |
| 桂綸鎂 | 林怡姍 | 從台南永康到台北發展的女子，綽號「Sandy」。  | 全劇         |
| 王柏傑 | 李承恩 | 台南餅店小開，投顧研究員，林怡姍的青梅竹馬。 | 1-9，11      |
| 夏于喬 | 許慧如 | 房仲專員→獵人頭顧問，林怡姍的死黨。          | 全劇         |
| 林思宇 | 林怡淨 | 電競選手，林怡姍的妹妹。                     | 1-2,4-5,7-10 |

### 聯合演出
| 演員   | 角色   | 介紹                   | 登場集數 |
| 吉興   | 林松柏 | 林怡姍、林怡淨的爸爸。 | 1,5,7    |
| 林嘉俐 | 黃寶涓 | 林怡姍、林怡淨的媽媽。 | 1,5,7    |

### 特別演出
| 演員           | 角色         | 介紹                                                             | 登場集數   |
| 天心           | 許夏荷       | 百貨公司資深櫃姐，林怡姍的小阿姨。                               | 1          |
| 陳如山         | 胡信勇       | 林怡姍的姨丈。                                                   | 1          |
| 項婕如         | 小怡姍       | 高中時的林怡姍。                                                 | 1          |
| 巫建和         | 陳南         | 永康街麵店老闆，綽號「阿南」，林怡姍的第一任男友。               | 1-2,11     |
| 六月蔡君茹     | Lisa         | 林怡姍在彩妝品牌企劃部工作的主管。                               | 1          |
| 吳子霏         | 胡青青       | 林怡姍的表姊。                                                   | 1-2        |
| 連俞涵         | 周明洙       | 髮型工作室助理，綽號「洙洙」，林怡姍的室友。                     | 2          |
| 段鈞豪         | 客服部副組長 | 林怡姍在面膜品牌客服部工作的主管。                               | 2          |
| 禾浩辰         | 游瀚宗       | 產品業務，綽號「George」，林怡姍的第二任男友。                   | 2-3        |
| 游安順         | 房東         | 陳南的房東。                                                     | 2          |
| 陸明君         | 周奕君       | 面膜品牌部總監，林怡姍的主管。                                   | 3-4, 7, 10 |
| 趙逸嵐         | 凱欣         | 林怡姍在面膜品牌部工作的同事。                                   | 3-4, 7, 10 |
| 陳怡叡         | KiKi         | 網紅，面膜品牌代言人。                                           | 3          |
| 海裕芬         | 面膜部組長   | 林怡姍在面膜品牌客服部工作的主管。                               | 3          |
| 宋柏緯         | 沈華慶       | 科技電子工程師，林怡姍的第三任男友。                             | 3          |
| 鳳小岳         | 劉東賦       | 面膜品牌行銷部總監，綽號「Allen」，林怡姍的第四任男友。          | 3-4        |
| 連晨翔         | 小羅         | 許慧如男友的高中同學。                                           | 3          |
| 張景嵐         | Sabrina      | 在面膜品牌業務部工作，綽號「莎莎」，林怡姍的同事，蔡嘉銘的女友。 | 4          |
| 陳家逵         | 蔡嘉銘       | 面膜品牌業務部經理，Sabrina的男友。                              | 4          |
| 石錦航（石頭） | 何健寰       | 投資銀行執行董事，郭安禾的丈夫，林怡姍的第五任男友。             | 4-5        |
| 侯彥西         | Glow         | 職業賽評，前職業電競選手，林怡淨的男友。                         | 5          |
| 姚以緹         | 郭安禾       | 頌缽靈修導師，何健寰的妻子，凡恩的女友。                         | 5          |
| 朱芷瑩         | Kelly        | 國際公司老闆，林怡姍的主管。                                     | 5-6        |
| 謝翔雅         | 蔡蘋         | 綽號「小蘋」，李承恩的女友，聯富集團的千金。                     | 5-7        |
| 楊謹華         | 張敏敏       | 基金會執行長，前音樂家，高松揚的妻子。                           | 6          |
| 林柏宏         | 高松銓       | 名升集團富二代，林怡姍的第六任男友。                             | 6          |
| 楊貴媚         | 陳貴琳       | 人稱「貴姨」，名升集團董事長，高松銓的媽媽。                     | 6, 8       |
| 丁春誠         | 高松揚       | 名升集團執行長，高松銓同父異母哥哥，張敏敏的丈夫。               | 6          |
| 洪小鈴         |              | 貴婦團成員，張敏敏的好友。                                       | 6          |
| 張家慧         |              | 貴婦團成員，張敏敏的好友。                                       | 6          |
| 李杏           |              | 貴婦團成員，張敏敏的好友。                                       | 6          |
| 鍾政均         | 阿怪         | 許慧如的丈夫。                                                   | 6-7        |
| 張孝全         | 吳執富       | 建築公司老闆，不婚主義者，林怡姍的第七任男友。                   | 7          |
| 李霈瑜         | Sunny        | 林怡姍的下屬。                                                   | 7-8        |
| 陳雪甄         | 副總         | 林怡姍的上司。                                                   | 7-8        |
| 蔡嘉茵         | Linda        | 林怡姍的下屬。                                                   | 7-8        |
| 范少勳         | 邱曉風       | 咖啡師，林怡姍的第八任男友。                                     | 8          |
| 初孟軒         | 安東尼       | 邱曉風的同事。                                                   | 8          |
| 曾愷玹         | Joy          | 馬來西亞人，林怡姍的新加坡同事。                                 | 9-10       |
| 李銘忠         | Kevin        | 林怡姍在新加坡工作時的上司。                                     | 9-10       |
| 周厚安         | 方少文       | 英文名為歐文，新加坡當地餐廳的行政主廚。林怡姍的第九任男友。     | 9-11       |

### 其他演員
| 演員           | 角色   | 介紹                                             | 登場集數 |
| 黃禮豐         | 小承恩 | 高中時的李承恩。                                 | 1        |
| 吳心緹         | Maggie | 日商副總女兒，林怡姍在彩妝品牌企劃部工作的同事。 | 1        |
| 陳婉婷         |        | 永和女房東                                       | 1        |
| 陳希瑀         | 珍妮   | 李承恩女友。                                     | 2        |
| 孔令元         | 徐寶亭 | 林怡姍在面膜品牌客服部工作的同事，綽號「寶妹」。 | 2        |
| 于晴           | Amy    | 林怡姍在面膜品牌客服部工作的同事。               | 2        |
| 張楷奕         | Jimmy  |                                                  |          |
| 華天灝         |        | YK LAB面膜品牌公司副總。                         | 3        |
| 徐裕傑         |        | 許慧如的某任男伴。                               | 3        |
| 曹芯瑜         |        | TK同事。                                         |          |
| 張菁菁         |        | 夜店朋友。                                       |          |
| 黃湘婷         | 吳佳佳 |                                                  |          |
| 吳岳擎         | 凡恩   | 郭安禾的男友。                                   | 5        |
| 管罄           |        | 高松銓引資對象趙董的女伴。                       | 6        |
| 林芯儀         |        | 沙發銷售員。                                     | 7        |
| 吳志慶（大飛） | Jeff   | Sunny洽談合約的廠商。                            | 8        |
| 金在勳         | Kim    | 韓國人，林怡珊在新加坡的同事。                   | 9-10     |
| 潘嘉麗         |        | 新加坡當地的藥師。                               | 9        |
| 秦仲尼         |        | 新加坡當地的酒吧服務生                           | 9-10     |
| 蔡明仁         |        | 新加坡當地餐廳的服務生。                         | 9-10     |
| 莫愛芳         |        | 新加坡當地餐廳的服務生。                         | 9-10     |
| 高俊耀         |        | Joy的爸爸。                                      | 9        |
| 葉慈毓         |        | 母嬰用品店店員。                                 | 11       |
| 黃瀞怡         |        | 陳南的妻子。                                     | 11       |
| 馬菁妍         |        | 安平遊艇餐酒館客人。                             | 11       |

## 音樂

### 原聲帶
影集原聲帶於2022年9月30日數位發行，收錄片頭曲《縮影》、片尾曲《女字旁》及八首插曲。
| 曲序     | 曲目                           |            | 作曲       | 编曲           | 演唱               | 时长  |
| -------- | ------------------------------ | ---------- | ---------- | -------------- | ------------------ | ----- |
| 1.       | 縮影（片頭曲）                 | 葛大為     | 張簡君偉   | 張晁毓、柯遵毓 | 劉若英             | 3:49  |
| 2.       | 女字旁（片尾曲）               | 葛大為     | 五月天怪獸 | 賴暐哲         | 丁噹               | 4:32  |
| 3.       | 愛的輪迴（插曲）               | 告五人雲安 | 告五人雲安 | 告五人         | 告五人             | 4:37  |
| 4.       | 突然好想你（插曲）             | 五月天阿信 | 五月天阿信 | 五月天         | 五月天             | 4:26  |
| 5.       | 剛好（插曲）                   | 白安       | 白安       | 白安           | 白安               | 4:22  |
| 6.       | 她並非不想（插曲）             | 葛大為     | 徐佳瑩     | 溫奕哲         | 家家               | 4:48  |
| 7.       | 我還是愛著你（插曲）           | 蕭秉治     | 蕭秉治     | 五月天怪獸     | 蕭秉治、五月天怪獸 | 5:44  |
| 8.       | 無人之境（插曲）               | 琳誼       | 琳誼       | 盧鈞右         | 琳誼               | 4:11  |
| 9.       | 是什麼讓我遇見這樣的你（插曲） | 白安       | 白安       | Mac Chew       | 白安               | 4:26  |
| 10.      | 乾杯（插曲）                   | 五月天阿信 | 五月天阿信 | 五月天、于京延 | 五月天             | 4:49  |
| 总时长： | 总时长：                       | 总时长：   | 总时长：   | 总时长：       | 总时长：           | 45:45 |

### 其他歌曲
| 曲序 | 曲目   |        | 作曲   | 演唱   |
| ---- | ------ | ------ | ------ | ------ |
| 1.   | 小事   | 吳蓓雅 | 吳蓓雅 | 吳蓓雅 |
| 2.   | 新世界 | 吳蓓雅 | 吳蓓雅 | 吳蓓雅 |

## 分集
| 集數 | 標題                                       | 上線日期       |
| ---- | ------------------------------------------ | -------------- |
| 1    | 從台南永康到台北永康，碎了一地的台北夢     | 2022年9月21日  |
| 2    | 新北市的新貧階級，看見小確幸的盡頭         | 2022年9月21日  |
| 3    | 揮霍愛情中告別青春，在西門町享受著速食愛情 | 2022年9月28日  |
| 4    | 權力關係的蹺蹺板，用自信妝點東區的女人們   | 2022年10月5日  |
| 5    | 仁愛圓環裡的修羅場，第三者的遊戲規則       | 2022年10月12日 |
| 6    | 信義區隱形的巴別塔，三十歲落後人生         | 2022年10月19日 |
| 7    | 離開大直的路沒有鋪紅毯，只差一點的靈魂伴侶 | 2022年10月26日 |
| 8    | 66天的限定情書，赤峰街甜膩滋味             | 2022年11月2日  |
| 9    | 一個人，好不好？濱海灣的異國冒險（上）     | 2022年11月9日  |
| 10   | 家，在哪裏？濱海灣的異國冒險（下）         | 2022年11月16日 |
| 11   | 終於成為了民生社區的台北女子               | 2022年11月23日 |

## 製作

### 開發與選角
《台北女子圖鑑》耗時三年向日劇《東京女子圖鑑》製作公司渡邊娛樂洽談版權翻拍、籌備。在劇本開發階段運用大數據分析調整劇情、選角。監製賴宇同於上線發布記者會表示，當時選角想找符合電影、影集類型，且具有台北都會感形象的演員來飾演「林怡姍」一角，於是藉由問卷調查方式，在近千份問卷中統計出曾奪下金馬影后的桂綸鎂是飾演該角色的最佳人選。

### 拍攝與取景
《台北女子圖鑑》於2021年3月1日組建劇組，2021年4月底在台南市開鏡，2021年5月1日正式開拍，2021年5月14日因嚴重特殊傳染性肺炎疫情升溫而停拍，於2021年9月14日恢復拍攝，2021年12月12日全劇殺青，歷經四個月的拍攝期，本劇拍攝地點遍及台北市、新北市、台南市等知名景點。

## 宣傳與發行
2021年10月14日，Disney+宣布亞太地區原創作品，《台北女子圖鑑》名列其中，預計2022年上線。2022年8月4日，Disney+釋出前導預告片以及宣布特別演出女演員卡司。2022年8月17日，Disney+釋出主視覺海報以及宣布特別演出男演員卡司，劇集確定於2022年9月21日起正式上線。2022年8月30日，Facebook租屋社團「台北租屋、出租專屬社團」出現一則預算僅有四千元、低於市場行情的求租文，而發布貼文的求租者是《台北女子圖鑑》的女主角「林怡姍」，引起網友們熱議；Disney+證實是該劇上線前的另類宣傳手法。2022年9月2日，Disney+釋出正式預告片。2022年9月20日，Disney+舉行上線發布記者會以及首映會。2022年9月21日，《台北女子圖鑑》在台灣、日本、香港、新加坡、馬來西亞、泰國、印尼、紐西蘭、澳洲等亞太地區同步上線，隨後將在其他地區陸續上線。

## 迴響

### 評價
《台北女子圖鑑》上線後評價兩極，部分網友對於劇中桂綸鎂的演技表現給予高度讚許與肯定，認為該劇真實呈現北漂青年的辛酸與生活寫照，也有不少網友批評該劇「首播節奏過於平淡，很像之前桂綸鎂為超商拍攝的咖啡廣告加長版」、「對於台北、台南的好多描述感覺太刻意及刻板，沒有什麼共鳴感」。
除刻板印象情節掀起論戰外，劇中時空背景混亂、場景破綻也引起廣大熱議，對於導演跟編劇的專業能力感到質疑，比如女主角出身台南，卻有以台中裕珍馨的餅解思鄉情懷的橋段，而台南永康區位於市中心，區內沒有魚塭，女主角回家畫面背景卻是用魚塭呈現。

### 觀眾收視
根據聯合報報導，《台北女子圖鑑》爬升至Disney+點擊排行榜冠軍，在東南亞地區等地頗獲好評。

## 獎項
| 年度   | 獎項         | 類別             | 入圍者                           | 結果 |
| 2023年 | 第58屆金鐘獎 | 戲劇節目女主角獎 | 桂綸鎂                           | 提名 |
| 2023年 | 第58屆金鐘獎 | 戲劇類節目剪輯獎 | 雷震卿                           | 獲獎 |
| 2023年 | 第58屆金鐘獎 | 戲劇類節目燈光獎 | 許鈞筌                           | 獲獎 |
| 2023年 | 第58屆金鐘獎 | 戲劇原創歌曲獎   | 劉若英、葛大為、張簡君偉〈縮影〉 | 提名 |

## 外部連結
- 台北女子圖鑑的Facebook專頁
- 在Disney+上觀看《台北女子圖鑑》
- 互联网电影数据库（IMDb）上《台北女子圖鑑》的资料（英文）